# Transavia Denmark ApS
De luchtvaartmaatschappij Transavia Denmark ApS was de Deense dochter van de Nederlandse lowcostluchtvaartmaatschappij transavia.com met als thuisbasis Luchthaven Kopenhagen. Ze was lid van ELFAA en is 100% eigendom van Air France-KLM. Net als de moedermaatschappij wordt geopereerd onder de naam transavia.com. De maatschappij is opgericht na het faillissement van luchtvaartmaatschappij Sterling Airlines.

## Geschiedenis
Na het faillissement van de Deense maatschappij Sterling in 2008 besloot transavia.com een vliegoperatie op te starten vanuit Denemarken. In 2009 werd een nieuwe Deense dochtermaatschappij opgericht om de operatie over te nemen. De maatschappij heeft een opzet en uitstraling die identiek is aan die van de Nederlandse maatschappij. Bij de oprichting werd er gevlogen met Nederlands cabinepersoneel. Op Schiphol-Oost werd het nieuwe Deense personeel getraind. Daarna vloog de maatschappij zowel met Deense als Nederlandse cabine bemanning. De cockpit bemanning was afkomstig van het moederbedrijf in Nederland. Transavia Denmark ApS beschikte zelf over 3 vliegtuigen, maar maakte ook regelmatig gebruik van vliegtuigen van het moederbedrijf.
Vanaf 6 november 2008 startte transavia.com, het moederbedrijf, lijndiensten vanaf twee luchthavens, Billund en Kopenhagen, met twee vliegtuigen vanaf Kopenhagen naar tien bestemmingen: Málaga, Alicante, Barcelona, Faro, Rome, Nice, Salzburg, Innsbruck, Tenerife en Las Palmas. Op 8 december nam Transavia Denmark dit over.
In Denemarken voerde de Technische Dienst van Transavia Denmark ApS ook onderhoud uit. Op de luchthaven van Kopenhagen beschikte de TD daarom sinds medio 2009 ook over een kantoor en een magazijn.
De Deense activiteiten van transavia.com zijn per 1 april 2011 gestopt, nadat vanaf 1 november 2010 de activiteiten geleidelijk zijn afgebouwd. Volgens de moedermaatschappij Air France-KLM heeft transavia.com Denmark niet aan de verwachtingen kunnen voldoen.